# Арсуф
Арсуф (хебрејски: אַרְסוּף , ארשוף; арапски: أرْسُوف‎), такође познат и као Арсур, Решеф и Аполонија, је био древни град у данашњем Израелу, на око 15 километара северно од Тел Авива.

## Историја
Арсуф су насељавали Феничани у 6. и 5. веку п. н. е. Називали су га Решеф по хананском богу плодности и подземља. Касније је потпао под власт Ахеменидског царства. Персијанци су Арсуфом управљали из Сидона. Феничани из Решефа производили су драгоцену пурпурну боју по којој су били познати. У периоду хеленизма, Арсуф је био значајна лука. Преименован је у Аполонију јер су Грци идентификовали феничанског бога Решефа као Аполона. Град је потпао под власт Римске републике током Помпејевог освајања Леванта. У периоду владавине Римљана, величина града је повећана. Био је значајан град на путу Via Maris. Године 113. Аполонија је делимично уништена у земљотресу, али је брзо обновљена. Након поделе Римског царства на Источно и Западно, Арсуф је припао Источном (Византијском) царству. Током византијског периода поново је проширен те је обухватао површину од 70 хектара. У 5. и 6. веку био је други по величини град у долини Шарон, одмах након Приморске Цезареје. Године 640. град су освојили муслимани. Подручје града смањено је на око 22 хектара. По први пут су саграђени зидови око града како би га заштитили од напада византијске флоте. Град је у муслиманском периоду био познат по производњи стакла. Након смрти Харун ел Рашида, заједница Самарићана у граду је протерана, а њихова синагога уништена.
Арсуф је имао велики значај током крсташких ратова. Године 1101. јерусалимски краљ Балдуин I освојио је Арсуф и Цезареју уз подршку ђеновљанске флоте. Крсташи су га називали Арсур. Обновили су градске зидине и створили Господство Арсур, вазалну државу Јерусалимске краљевине. Године 1187. Саладин осваја Арсуф. Енглески крсташи Ричарда Лављег Срца су га повратили већ 7. септембра 1191. године током Трећег крсташког рата. Балијан од Арсуфа је 1241. године саградио велику тврђаву и нову луку. Од 1261. године Арсуфом управљају Хоспиталци. Мамелучки владар Бајбарс освојио је Арсуф 1265. године након четрдесетодневне опсаде. Градске зидине и тврђава уништене су до темеља јер су се муслимани плашили повратка хришћана. Град је напуштен. Од 1517. године је у саставу Османског царства. Османски порески регистри бележе да је у селу на месту Арсуфа живело 22 породице. Арсуф се помиње и на карти француског геограда Пјера Јакотина који је учествовао у Наполеоновом походу на Сирију 1799. године. Касније је на месту Арсуфа створено село Ел Харам. Расељено је током Арапско-израелског рата 1948. године.